# Жизнь и приключения Тима
«Жизнь и приключе́ния Ти́ма» (англ. The Life & Times of Tim) — комедийный телевизионный мультсериал, премьера которого состоялась 28 сентября 2008 года на телеканале HBO. Сериал был создан Стивом Дилдэрианом. 20 апреля 2012 года телеканал HBO объявил, что сериал не будет продлён на 4 сезон, и закрыл шоу.

## Описание
Сюжет строится вокруг невезучего парня по имени Тим, живущего и работающего в Нью-Йорке. У Тима есть девушка, которую зовут Эми. В каждой из серий Тим попадает в курьёзные ситуации, как на своей работе, так и в личной жизни.